# ستيت
ستيت (بالإنجليزية: Stet)‏ هو حزمة برمجيات حرة لجمع تعليقات حول المستند النصي عن طريق صفحة ويب.

## التاريخ
تم تطوير النسخة الأولية من أواخر عام 2005 حتى منتصف عام 2006 بموجب مركز قانون حرية البرامج كخدمة لعملائها، مؤسسة البرمجيات الحرة (FSF). تم بناء البرنامج لتسهيل التشاور مع الجمهور من خلال مشروع عملية الإصدار 3 من رخصة جنو العمومية العامة.